# Jokipohja
Jokipohja est le quartier numéro 26 (finnois : Kaupunginosa XVI)  de Tampere en Finlande.

## Description
Le quartier de Jokipohja est bordé par l’Iidesjärvi au nord, Muotiala à l'est, Veisu au sud et la rue Jokipohjantie à l'ouest, de l'autre côté se trouve le quartier de Vihioja.
Jokipohja abrite les jardins familiaux de Nekala, dont le projet a été approuvé par le conseil municipal de Tampere en 1932.

## Histoire
Jokipohja était à l'origine occupé par des champs du manoir de Hatanpää. La ferme Jokipohja est mentionnée en 1837, et il y a eu d'autres fermes du même nom dans la zone. 
Les journaliers venaient travailler quotidiennement au manoir. 
Jokipohja abrite également les zones d'habitation Asevelikylä et Ruotsalaiskylä, construits pendant la guerre de Continuation, dont les maisons ont été conçues, entre autres, par Alvar Aalto.
L'Asevelikylä, construit par l'Union des frères d'armes finlandais (fi), comprenait 13 maisons conçues par Alvar Aalto, chacune avec deux cuisines et des appartements de deux pièces. Les premiers résidents d'Asevelikylä, inauguré en 1943, étaient des invalides de guerre et des veuves de guerre et leurs familles. 
Le premier plan de zonage du quartier a été confirmé en 1939 pour la partie ouest de la zone.

## Galerie

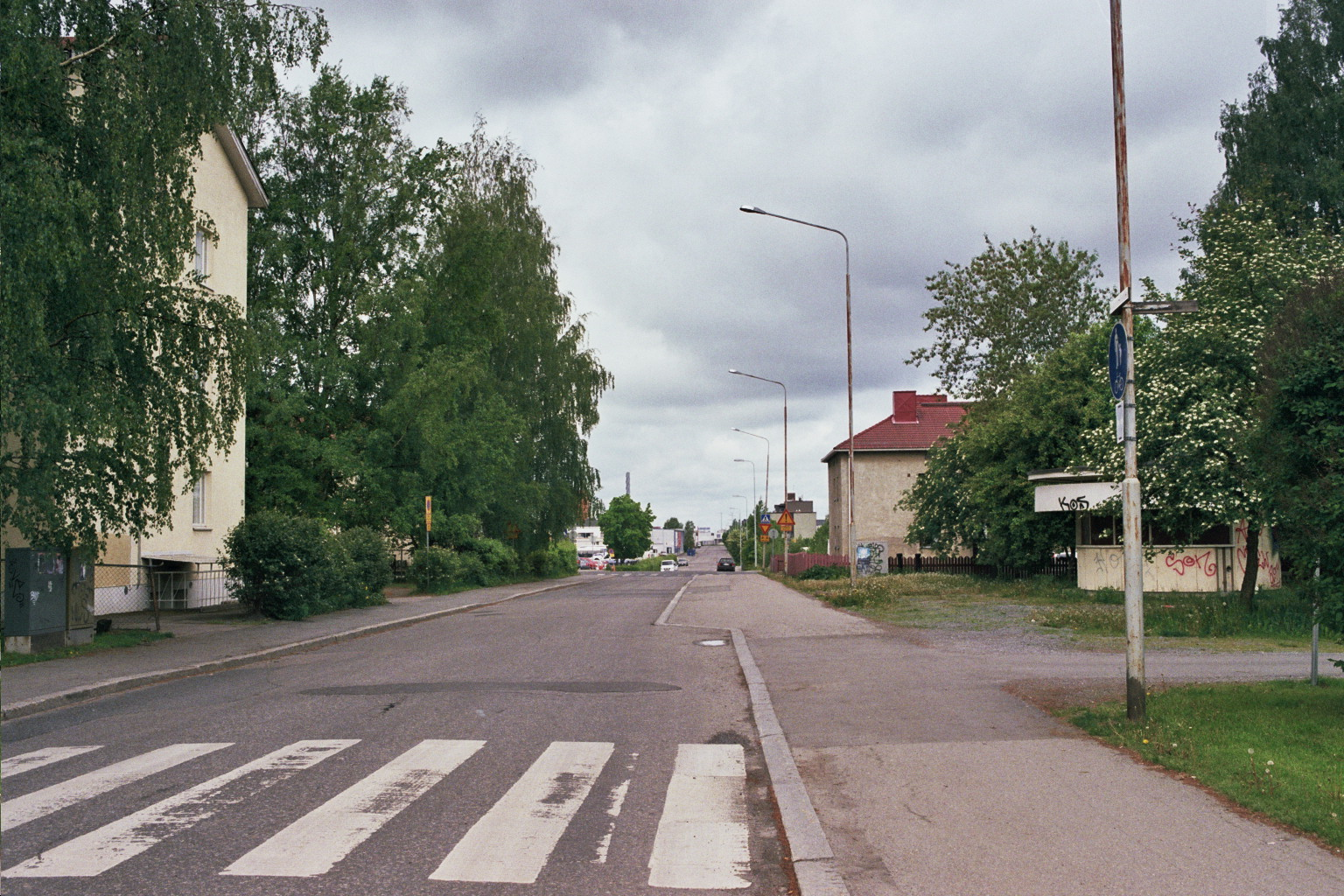
Kuoppamäentie.
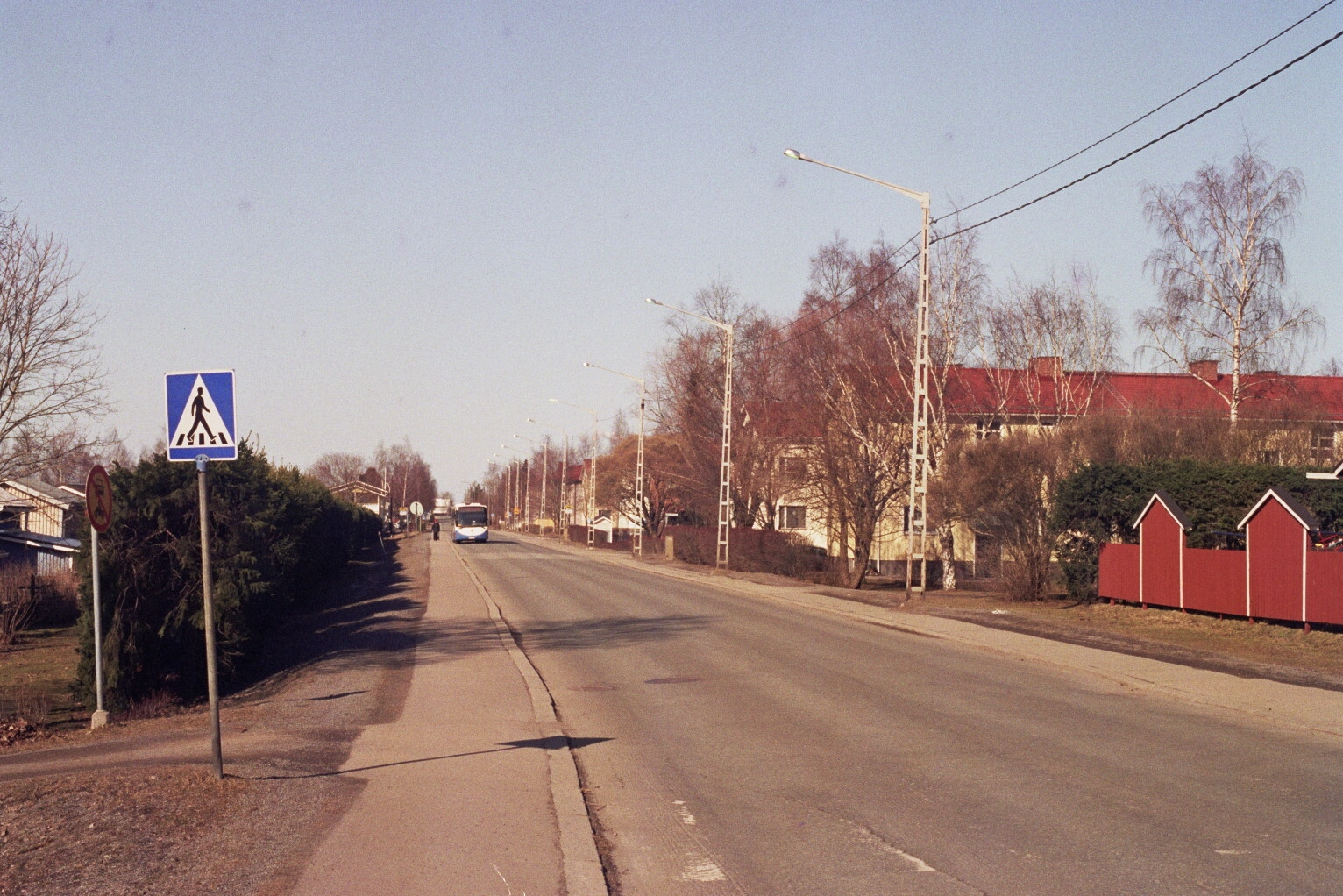
Muotialantie.
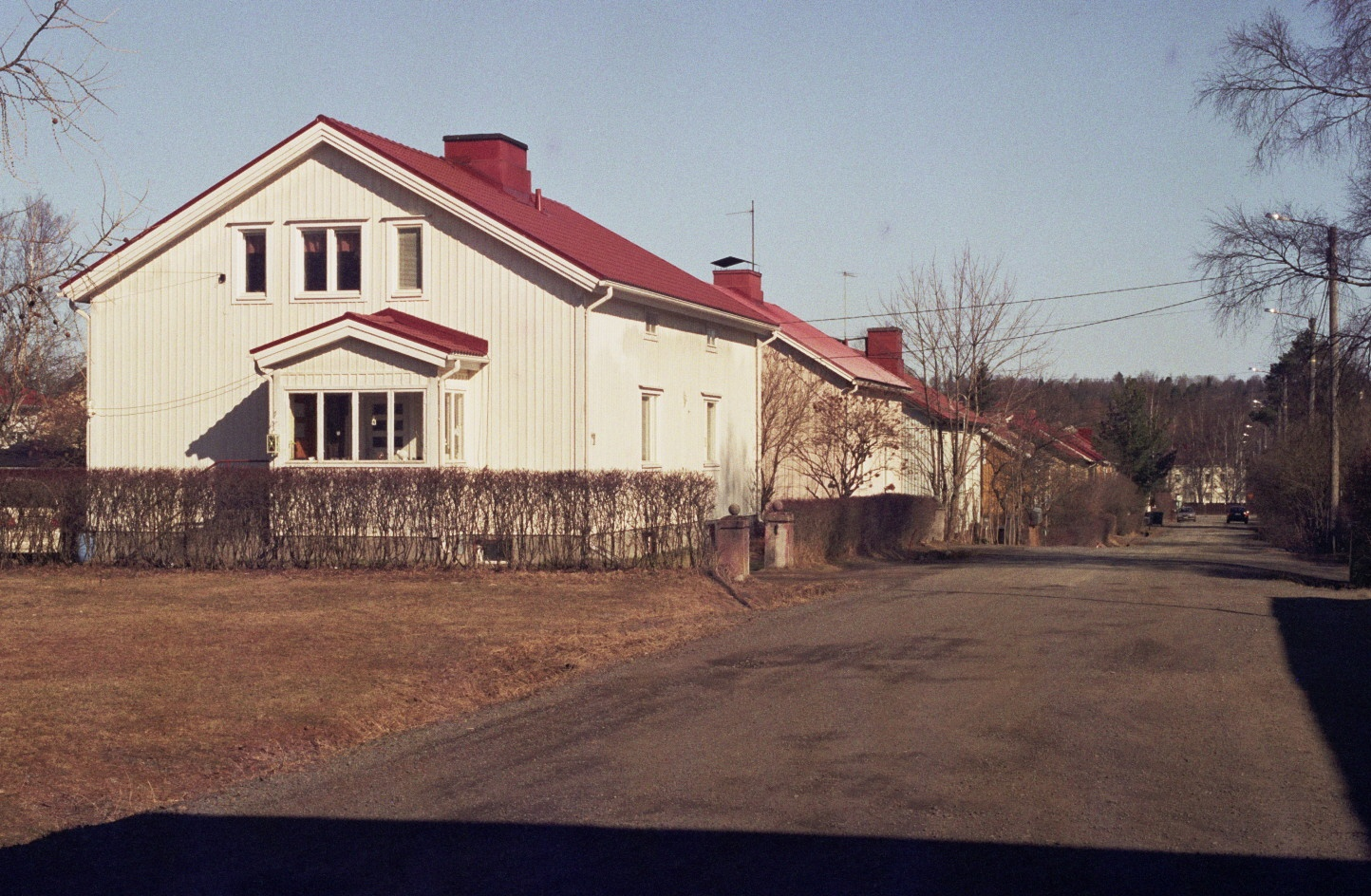
Kuismantie.